# Литературный сценарий
Литературный сцена́рий (ист. и спец. применяется в кинематографе) — законченное кинодраматургическое произведение. Он должен содержать полное, последовательное и конкретное описание сюжета, состоящего из разработанных сцен и эпизодов, диалоги и раскрывать образы героев.
Литературный сцена́рий — полноценное художественное произведение, отвечающее специфическим и производственным требованиям фильмопроизводства, где с учётом зрительных и звуковых образов даётся описание эпизодов фильма с диалогом актёров (Б. Н. Коноплёв «Основы фильмопроизводства» М. «Искусство» 1969 стр. 91)
Фактически то, что раньше называлось литературным сценарием, — это и есть киносценарий в сегодняшнем понимании («Инструкция о порядке оформления договоров киностудий союзного и республиканского подчинения с авторами на написание киносценариев для художественных кинокартин, а также учёта и контроля за выполнением договоров», утверждённая приказом министра кинематографии СССР от 28 декабря 1946 года № 217-м; «Инструкция о порядке запуска художественных фильмов в производство», утверждённая приказом Председателя Государственного комитета Совета Министров СССР по кинематографии от 7 марта 1964 года № 76).
Понятие литературного сценария вводится исключительно для различения режиссёрского сценария и киносценария, который ложился в основу фильма.

## История понятия в России
После Октябрьской революции, правда уже в 1919 году, был издан декрет, согласно которому вся фотографическая и кинематографическая торговля и промышленность была национализирована путём реквизиции («О переходе фотографической и кинематографической торговли и промышленности в ведение Народного Комиссариата Просвещения», Собрание узаконений и распоряжений рабочего и крестьянского правительства, 1919 год, № 44, статья 433), а потому вся дальнейшая регламентация кино была производственной. Кинопроизводство начало входить в сферу интересов государства.
Именно в советский период становления киноискусства сложилась основа технологии кинопроизводства, используемая в отечественной кинопромышленности до сих пор, безусловно с учётом новых экономических и технических реалий.
В советское время, в основном, существовало два вида киносценариев:
- литературный сценарий
- режиссёрский сценарий

Написанием литературного сценария в основном занимались выпускники сценарного факультета Всесоюзного Государственного Института Кинематографии (ВГИК), с учётом производственных требований, выставляемых Госкино СССР.
При каждой киностудии существовали сценарные редакционные коллегии (или сценарные отделы). Туда авторы сценариев высылали творческие (сценарные) заявки или либретто фильма. Далее по этим заявкам создавался тематический план редакционной коллегии, который утверждался Комитетом по кинематографии при Совете Министров СССР.
Утверждённой формы заявок не существовало. Однако, в типовом сценарном договоре (утверждённом приказом Председателя Комитета по кинематографии при Совете Министров СССР от 14 апреля 1971 года № 188) в п.2 было указано, что киносценарий должен соответствовать утверждённой Студией и приложенной к договору творческой заявке Автора, «излагающей идею, сюжетный замысел и характеристику главных действующих лиц».
Типовой сценарный договор всегда оформлялся по форме утверждённой Министром кинематографии СССР (Приказ Министра кинематографии СССР от 28 декабря 1946 года № 217-м).
На киностудиях существовали также производственные требования, в которые должен был вписаться автор литературного сценария при его создании. На 1956 год, например действовали следующие нормативы:
- Длина фильма (для полнометражных художественных фильмов от 2500 до 2700 метров, по фильмам для детского зрителя от 2100 до 2300 метров) Литературный сценарий полнометражного фильма должен был уложиться на 70-80 страницах машинописного текста, напечатанного через два интервала на одной стороне листа.
- Количество съёмочных объектов: от 30 до 35 (из них от 7 до 12 павильонных декораций и декораций на натуре от 1 до 2-х, остальное натурные съёмки)
- Общая площадь павильонных декораций должна была занимать от 2200 до 5000 кв.м. по фильмам различной сложности
- Количество участников групповок и массовок до 6000 человеко-дней
- Количество актёров-исполнителей главных и эпизодических ролей обговаривалась отдельно.

Так же могли обговариваться: времена года для съёмки фильма, примерный объём летних и зимних съёмок, участие определённых актёров и другие производственные параметры конкретных киностудий.
В среднем литературный сценарий имел до 30 основных эпизодов и содержал от 4 до 5 тыс. слов диалога.
Устанавливалось, что к каждому подготавливаемому студией сценарию прикреплялся редактор, ответственный за идейно-художественное качество принятого студией сценария и оказывающий помощь автору в процессе написания сценария (Из циркулярного письма Министерства кинематографии от 26 мая 1948 г. № 8/13-35).
Представленный Автором киносценарий Студия обязана была рассмотреть и письменно известить Автора либо о принятии (одобрении) киносценария, либо о его отклонении по основаниям, предусмотренным договором, либо о необходимости внесения в киносценарий поправок с точным указанием существа требуемых исправлений. Требования, направляемые Автору в письменном виде о необходимости внесения в киносценарий поправок с точным указанием существа требуемых исправлений, могли быть предъявлены Автору не более двух раз. Срок представления киносценария после внесения поправок устанавливался по соглашению сторон.
После создания сценария и утверждения их руководством киностудии, к литературным сценариям прилагался лимит на постановку фильма и литературные сценарии художественных фильмов рассматривались Главным управлением художественной кинематографии Комитета по кинематографии при Совете Министров СССР и представлялись на утверждение руководства Комитета. И только после утверждения могла быть осуществлена постановка фильма.
В 1977 году Инструкцией Госкино СССР была предпринята попытка разделить сценарный период на создание литературного сценария и так называемого «киносценария», представляющего собой творческо-производственную разработку литературного сценария.
В «киносценарии» драматургическая разработка действия велась по сценам и эпизодам, а производственная по объектам съёмки.
Перед каждой сценой писался её номер, потом шёл объект и время съёмки (Пример: Объект-Сельсовет. Павильон. День (лето)), а далее лист делился на две части. В первой части описывалось действие, а во второй писались диалоги.
Форма, утверждённая данной инструкцией, просуществовала минимум до 1985 года. А в дальнейшем эта форма перекочевала на телевидение, образуя специальный вид сценариев: «Телевизионный сценарий».
В кинопроизводстве же утвердился голливудский формат киносценария. Его до сих пор именуют литературным сценарием, хотя в некоторых компаниях его уже называют «киносценарием».

## Откуда берутся сценарии
Любой из перечисленных ниже источников может стать основой для будущего литературного сценария:
- Идеи
- Изображения
- Персонажи
- Концепции
- Исторические события
- Народный эпос
- Места
- Сны
- Реальные события
- Фантазии
- Воспоминания
- Общественные проблемы
- Новости
- Газетные статьи
- Переработка или адаптация литературных произведений (сценарий становится производным произведением — экранизацией)

С последним источником необходимо быть осторожнее, поскольку могут быть затронуты права других авторов.

## Основные элементы литературного сценария
Литературный киносценарий — это почти всегда компоновка следующих стандартных блоков:
- блок «Время и место действия»
- блок «Описание действия»
- блок «Имя героя»
- блок «Реплика героя»
- блок «Ремарка»
- блок «Титр»

Форма литературного сценария прежде всего диктуется производственными особенностями конечного продукта — фильма.

## Сюжетное построение литературного сценария
Любой литературный сценарий фильма, независимо от его жанра, можно условно разделить на части:
- экспозицию — где зритель знакомится с главным героем или героями, миром, в котором они живут, местом и временем;
- завязку — первое событие, где герой или герои попадают в ту самую драматическую ситуацию, которая приведёт к усложнению;
- усложнение — событие, после которого герой или герои уже вынуждены делать какие-либо действия;
- перипетии — самая большая часть фильма, когда герои сталкиваются с препятствиями, которые преодолевают;
- кульминацию — самая высокая точка кипения, когда кажется, что «дальше уже некуда»;
- развязка — разрешение драматической ситуации;
- финал («happy ending»; философские рассуждения героев; событие, выводящее на новый круг; и др.)

## Жанры литературных сценариев
Голливуд выделяет четыре основных составляющих для определения рейтинга или параметров проката:
- Тема фильма
- Настроение, которое несёт фильм
- Формат фильма
- Целевая аудитория

Первые два параметра используются для рекламы, вторые два — обычно выносятся в примечание к фильму.
Тема фильма делится на:
- Криминал (Crime) — рассказывает о преступниках и борьбе с ними, раскрывает место, его характер и сферу преступной деятельности
- Исторический (Historical) — рассказывает об исторических личностях и событиях
- Научная фантастика (Science fiction) — технологии, космос и пр.
- Спорт (Sports) — рассказывает о спортивных достижениях и борьбе с самим собой.
- Подростковый (Teen) — вращается вокруг обычного конфликта подростков
- Военный (War) — поля сражений и места, относящиеся к военному времени
- Вестерны (Westerns) — истории об освоении дикого запада
- Катастрофа (Disaster)- рассказывает о катастрофах, приводящих к апокалипсису

Список тем в принципе можно продолжать и продолжать.
Настроение, которое несёт фильм, делится на:
- Действие (Action) — как правило, предполагает моральное воздействие на выбор между «хорошо» и «плохо» разыгрывается с помощью насилия или физической силы.
- Приключение (Adventure) — привлекаются чувства опасности, риска и / или шанса, часто с высокой степенью фантазии.
- Комедия (Comedy) — с целью вызвать смех
- Драма (Drama) — в основном ориентирована на развитие персонажа, часто в ситуациях, которые знакомы широкой аудитории.
- Фэнтези (Fantasy) — вымысел внешней реальности (то есть миф, легенда).
- Ужасы (Horror) — с целью вызвать страх.
- Мистика (Mystery) — переход от неизвестного к известному по выявлению и решению ряда почти неразрешимых проблем.
- Романтика (Romance) — останавливается на элементах романтической любви
- Триллер (Thrillers) — целью вызвать возбуждение и / или нервное напряжение в аудитории.
- Нуар (noir)- характеризуется особой атмосферой пессимизма и безысходности.

Формат фильма в свою очередь делится на:
- Жизненное действие (Live action) — наиболее распространённый. Живые люди в предлагаемых обстоятельствах
- Анимация (Animation) — быстрое отображение последовательности 2-D рисунков или 3-D моделей для того, чтобы создать иллюзию
- Биография (Biography) — также известный как «биографический фильм», формат, который рассказывает о реальной истории исторической личности и событиях в её жизни происходящих.
- Документальный (Documentary) — снимается на основе реальных событий, фактов, личностей
- Мюзикл (Musical) — песни в исполнении персонажей и вплетены в повествование.

По целевой аудитории фильмы делятся на:
- Детские фильмы (Children’s film) — фильмы для детей младшего возраста; в отличие от семейных фильмов, не прикладывается никаких особых усилий, чтобы сделать фильм привлекательным для другой аудитории.
- Семейный фильм (Family film) — это должно быть привлекательным для людей всех возрастов и пригодные для просмотра на молодёжную аудиторию. Примерами этого являются фильмы компании Дисней
- Фильмы для взрослых (Adult film) — предназначены для просмотра только взрослой аудитории, содержание может включать в себя насилие, нарушения норм, непристойный язык или явное сексуальное поведение.

## Процесс создания литературного сценария
Гениальные сценарии создаются по наитию, но действует тот же принцип, что и в литературе: «Можешь не писать — не пиши».
Они рождаются в сознании сценариста, а потом выплёскиваются на бумагу.
Но что делать, когда есть идея, а ты не знаешь как её выплеснуть на бумагу? Или когда нет тяги к написанию, а писать надо?
Для этого существуют особые тонкости, которые знакомы только профессиональным сценаристам.
После того как у вас появилась идея — оформите её в виде слов. Два-три предложения, которые будут отвечать на вопрос: «О чём фильм?». Такое описание называется «лог-лайн».
Когда ваша идея воплощена в словах, она должна быть воплощена в сюжет. Вы выбираете жанр её представления, а потом пишете сюжет. Для этого существует отдельный документ — «синопсис». Синопсис — это изложение сюжета в литературной форме. Некоторые начинающие сценаристы делают ошибку, когда не пишут данного документа. В дальнейшем в их законченном киносценарии сюжет может уйти совсем в другую сторону.
После того как вы определились с сюжетом, вам необходимо создать описание персонажей, которые участвуют в вашем сюжете. При описании, персонажи делятся на главные и второстепенные, подробно указываются: имя, отчество, фамилия, возраст, род занятий, родственные и иные связи с другими персонажами. Для этого существует «лист описания персонажей» («Поперсонажник»). Частой ошибкой начинающих сценаристов является путаница в характеристиках персонажей. В одной сцене персонажу 30 лет, а в другой уже 35, причем действие происходит на следующий день.
Очень важным для производства является количество съёмочных объектов и их описание. Съёмочный объект — это место действия. Место действия во многом характеризует героев, а потому требует описания. Начинающие сценаристы с объектами съёмок допускают те же ошибки, что и с персонажами. В один день квартира украшена картинами, в другой день «пустая комната». Возникает вопрос: квартиру ограбили? Для описания объектов съёмок существует отдельный документ — «Лист объектов съемок».
Лог-лайн, синопсис, лист описания персонажей и лист объектов съёмок в дальнейшем служит для самоконтроля сценариста при написании сценария, а также для избегания элементарных логических ошибок. Эти документы могут расширяться, а в дальнейшем они упрощают работу съёмочной группы.
Чем меньше съёмочных объектов и героев, и чем интереснее сюжет, тем больше вероятность постановки фильма по сценарию.
После того, как вы сформировали все данные документы, вам необходимо определить последовательность сцен и эпизодов. Для этого существует так же отдельный документ, который называется — «сценарный план» («поэпизодник», «посерийник», «поблочник» и т. д.). В нём вы излагаете последовательность событий и действий.
Когда «сценарный план» сформирован, вы приступаете к написанию диалогов (непосредственно киносценарию) на основании всего вышеперечисленного. Особое внимание в диалогах уделяется раскрытию характеров персонажей и «говорящим деталям», поскольку само действие уже детально проработано.
С советских времен технология создания литературных сценариев не изменилась. Всё так же подаются заявки. Подбор сценарных идей осуществляется всё теми же редакторами киностудий, но теперь уже с учётом мнений основных игроков рынка: кинопрокатчиков и телевизионных компаний. Некоторое время назад на этот рынок начали выходить интернет-компании, которые набирают обороты по заказу фильмопродукции.
А уже потом, после подписания договора, пишется «литературный сценарий».
На основе литературного сценария режиссёром-постановщиком пишется так называемый «режиссёрский сценарий», представляющий собой изобразительное решение литературного сценария.

## Особенности создания литературных сценариев сериалов
При создании сценарных произведений для сериалов используется особая технология.
При создании сценарных произведений для сериалов в команде сценаристов работают: «главный автор», «сюжетчики» и «диалогисты».
В обязанности «главного автора» обычно входит создание «концепции сериала» (описание проекта), создание команды авторов и утверждение её у продюсера, правка и редактирование материалов, предоставляемых командой авторов.
В обязанности «сюжетчиков» обычно входит создание сценарных планов: посерийных и поэпизодных, а также развернутых синопсисов.
В обязанности «диалогистов» обычно входит написание диалогов (собственно киносценариев) на основе утверждённых «концепции сериала», сценарных планов и развернутых синопсисов.
Перед работой над проектом главный автор подаёт заявку. Формы заявки до сих пор не существует, однако чаще всего в заявке указывается:
- название проекта;
- жанр;
- логлайн, основные герои, краткое изложение (краткий синопсис);
- целевая аудитория;
- предполагаемый хронометраж фильма/серии;
- количество серий (если это сериал).

Иногда указывается полная композиция проекта.
В дальнейшем усилиями основного сценариста (главного автора) эта заявка расширяется и превращается в «библию проекта» (или концепцию проекта). Концепция сериала (описание проекта, библия проекта), согласно обычаям делового оборота, — это отдельный документ, который разрабатывается сценаристами до начала работы над сериалом и в полном виде включает в себя:
- Название проекта
- Лог-Лайн проекта — это одно или два предложения, которые рассказывают все про сериал и могут быть использованы как средство двойного контроля во время написания сценария.
- Формат проекта — Вертикальный, горизонтальный или вертикально-горизонтальный сериал. Количество серий. Количество минут в серии. Необходимые примечания.
- Жанр и структура проекта — жанр проекта, композиция проекта
- Краткий синопсис сериала — Чтобы не вспоминать каждый раз как переводится греческое слово «sinopsis» достаточно запомнить его латинский синоним «conspectus» (конспект). Размер краткого синопсиса — не более страницы. Включает весь сериал.
- Идея и тема сериала — Идея — это мысленный прообраз сериала, выделяющий его основные, главные и существенные черты. Тема (греч. thema, буквально «то, что положено в основу») — предмет (суть) сериала.
- Сюжетные линии — вертикальные и горизонтальные сюжетные линии, главная и второстепенные сюжетные линии.
- Мир и антимир — мир, в котором живут и действуют герои, и мир, в который они попадают. Описание этих миров добавляют красок к проекту и работают на контраст героев и окружающей их обстановки.
- Описания персонажей — полный список персонажей (главные и второстепенные — имя, отчество, фамилия, возраст, род занятий, родственные связи с другими персонажами)
- Развернутый посерийный синопсис — описание сюжета серий.
- Список и описание Объектов — описание объектов, в которых происходит действие.

Когда сформирована концепция, написаны сценарии первых серий сериала и сценарии серий приняты, начинаются съёмки сериала.
Необходимо отметить, что в сериалах главным автором фильма является не режиссёр-постановщик, а скорее, «главный автор сценария».

## Стандарты форматирования литературного сценария
В советское время объём сценария рассчитывался от метража киноплёнки. 2500—2700 метров киноплёнки равнялось 70-80 страницам машинописного текста, написанного через два интервала. С появлением видеосъёмочного оборудования измерение по метражу плёнки стало неактуальным.
Сейчас практически у всех есть «чудо техники» — компьютер — с программой MS Word, поэтому достаточно установить шаблон разметки и потом использовать его с помощью кнопки «Формат по образцу».
Первыми применила компьютерную разметку в Голливуде Гильдия сценаристов Америки (Writers Guild of America). При их разметке страницы один лист формата A4 приблизительно равнялся одной минуте экранного времени.
Благодаря доступному программному обеспечению написать сценарий в правильном формате стало проще. Вот некоторые из современных американских программ для этой цели: FinalDraft, Scriptware, Movie Magic, Celtx и Script Thing. Большая часть из них может форматировать текст прямо по ходу набора.
Однако при применении этих программ в России возникли проблемы, связанные с языком, и одна страница уже не равнялась приблизительно одной минуте экранного времени.
Поэтому российские сценаристы разработали свой формат написания сценария и даже свою программу «Писарь».
На данный момент разметка российского сценария выглядит следующим образом:
- Шрифт: Courier New
- Размер шрифта: 12
- Выравнивание: по левому краю
- Жирный шрифт, шрифт курсивом и шрифт с подчеркиванием НИКОГДА не используются
- Поля страницы: Верхнее — 2,5 см, Нижнее — 1,25 см, Левое — 3,75 см, Правое — 2,5 см. Остальное без изменений.
- Параметр «Абзац» блока «Имя героя»: Слева — 6,75 см, Остальное без изменений.
- Параметр «Абзац» блока «Реплика героя»: Слева — 3,75 см, Справа — 3,75 см, Остальное без изменений.
- Параметр «Абзац» блока «Ремарка»: Слева — 5,5 см, Справа — 4,5 см, Остальное без изменений.

Новшество было воспринято крупными кинопроизводителями и прежде всего телеканалами. На телеканалах все измеряется в хронометраже. Сценарии, написанные в ином формате, на каналах могут быть сразу отправлены в корзину. Исключение составляют именитые сценаристы. Однако каждая студия/компания, как правило, может выдвигать свои различные требования к разметке, то есть к формату, с которым они привыкли работать (например: заголовок, выделенный жирным шрифтом, не сливается с основным текстом, и его проще найти)

## Литературный сценарий как объект авторского права
Литературный сценарий относится к отдельному виду произведений — сценарные произведения, и служит основным произведением для создания производного аудиовизуального произведения — фильма или сценарного произведения — режиссёрского сценария (ст.1259 ГК РФ).
Литературный сценарий, созданный на основе произведений литературы, является производным произведением от этих произведений литературы — экранизацией (ст.1259-1260 ГК РФ). Создание экранизации может осуществляться только с согласия автора литературного произведения и на основании соответствующего договора (ст.1260 и 1270 ГК РФ).